# Los Sotos
Los Sotos är en ort i Mexiko.   Den ligger i kommunen Salamanca och delstaten Guanajuato, i den centrala delen av landet, 260 km nordväst om huvudstaden Mexico City. Los Sotos ligger 1 707 meter över havet och antalet invånare är 411.
Terrängen runt Los Sotos är en högslätt. Runt Los Sotos är det ganska tätbefolkat, med 239 invånare per kvadratkilometer. Närmaste större samhälle är Irapuato, 15,3 km norr om Los Sotos. Trakten runt Los Sotos består till största delen av jordbruksmark.